# Riverhead (hrabstwo Suffolk)
Riverhead – jednostka osadnicza w Stanach Zjednoczonych, w stanie Nowy Jork, w hrabstwie Suffolk.